# Přebor Olomouckého kraje 2004/2005
V soubojích 14. ročníku Přeboru Olomouckého kraje 2004/05 (jedna ze skupin 5. fotbalové ligy) se utkalo 15 týmů každý s každým dvoukolovým systémem podzim–jaro. Tento ročník začal v sobotu 14. srpna 2004 úvodními šesti zápasy 1. kola a skončil v neděli 26. června 2005 zbývajícími dvěma zápasy odloženého 16. kola. Mužstvo SK Omya Vápenná podalo před sezonou přihlášku do Okresního přeboru Jesenicka.

## Nové týmy v sezoně 2004/05
- Z Divize D 2003/04 ani z Divize E 2003/04 nesestoupilo do Přeboru Olomouckého kraje žádné mužstvo.
- Ze skupin I. A třídy Olomouckého kraje 2003/04 postoupila mužstva FK Mohelnice (vítěz skupiny A) a FK Kozlovice (vítěz skupiny B).[1]

## Konečná tabulka
Zdroj: 
| Poř. | Tým                         | Z  | V  | R  | P  | VG | OG | B  |
| ---- | --------------------------- | -- | -- | -- | -- | -- | -- | -- |
| 1.   | TJ Sokol Konice             | 28 | 16 | 5  | 7  | 47 | 32 | 53 |
| 2.   | FK Kozlovice (N)            | 28 | 14 | 9  | 5  | 66 | 44 | 51 |
| 3.   | FK Mohelnice-Moravičany (N) | 28 | 15 | 5  | 8  | 54 | 28 | 50 |
| 4.   | FC Dolany                   | 28 | 14 | 7  | 7  | 52 | 38 | 49 |
| 5.   | FK Brodek u Přerova         | 28 | 13 | 7  | 8  | 55 | 40 | 46 |
| 6.   | TJ Sokol Ústí               | 28 | 10 | 10 | 8  | 51 | 41 | 40 |
| 7.   | TJ Zlaté Hory               | 28 | 10 | 8  | 10 | 41 | 48 | 38 |
| 8.   | FK Jeseník                  | 28 | 10 | 7  | 11 | 53 | 66 | 37 |
| 9.   | FC Kralice na Hané          | 28 | 8  | 11 | 9  | 26 | 30 | 35 |
| 10.  | FK SAN-JV Šumperk           | 28 | 10 | 5  | 13 | 40 | 43 | 35 |
| 11.  | TJ Sokol Protivanov         | 28 | 11 | 2  | 15 | 27 | 39 | 35 |
| 12.  | FK Šternberk                | 28 | 10 | 5  | 15 | 48 | 54 | 35 |
| 13.  | TJ Sigma Hodolany           | 28 | 9  | 6  | 13 | 44 | 56 | 33 |
| 14.  | TJ Tatran Litovel           | 28 | 9  | 4  | 15 | 47 | 66 | 31 |
| 15.  | SK Bělkovice-Lašťany        | 28 | 2  | 7  | 19 | 25 | 51 | 13 |

Poznámky:
- Z = Odehrané zápasy; V = Vítězství; R = Remízy; P = Prohry; VG = Vstřelené góly; OG = Obdržené góly; B = Body; (S) = Mužstvo sestoupivší z vyšší soutěže; (N) = Mužstvo postoupivší z nižší soutěže (nováček)

|  | Postup do Divize E 2005/06                             |
|  | Sestup do I. A třídy Olomouckého kraje – sk. A 2005/06 |
|  | Sloučen s 1. HFK Olomouc                               |